# بيل فيل (مدينة)
بيل فيل (بالإنجليزية: Bell Ville)‏ هي مدينة من مدن الأرجنتين. يبلغ عدد سكانها 32336 نسمة. يبلغ ارتفاع المدينة عن سطح البحر قرابة 130 متر.

## أعلام
- ساندرا دياز
- دانيال مصطفى
- أوزفالدو أرديليس
- ماسو إدواردو
- ماريو كيمبس